# 元頵
元頵（？—552年），河南郡洛阳县（今河南省洛阳市东）人，北魏宗室，世系不详，在南梁封桑乾王。

## 生平
天正元年（551年）十月，侯景部下司空刘神茂、仪同尹思合、刘归义、王晔与云麾将军桑乾王元頵听说侯景从巴丘战败后退回，阴谋背叛侯景，三吴士大夫都劝说他们这样做。于是刘神茂与元頵等人占据东阳郡响应江陵萧绎，刘神茂派元頵以及别将李占、赵惠朗据守建德江口。
天正元年十二月丁未（552年1月19日），侯景部下谢答仁、李庆等人抵达建德，进攻元頵和李占的营寨，将他们打的大败，活捉了元頵和李占送到建康交给侯景。侯景将元頵和李占砍断手脚巡行示众，两人过了数天后才死。